# Trey Gowdy
Harold Watson „Trey“ Gowdy (ur. 22 sierpnia 1964) – amerykański polityk, członek Partii Republikańskiej i kongresman ze stanu Karolina Południowa (w latach 2011-2019).